# Intesa Democratica
Intesa Democratica és el nom que va rebre la coalició electoral italiana de centreesquerra que va donar suport la candidatura de Riccardo Illy a President de Friül-Venècia Julia a les eleccions regionals de Friül-Venècia Júlia de 2003. Va rebre el suport de Demòcrates d'Esquerres, La Margherita, Ciutadans pel President, PRC, PdCI, Itàlia dels Valors, Verdi, Popolari-UDEUR i Partit Pensionista. Els partits van obtenir un total de 250.110 vots (50,27%) i el candidat a president, 356.896 vots (53,17%).
La coalició es tornà a presentar a les eleccions regionals de Friül-Venècia Júlia de 2008 amb el suport de Partito Democratico, Ciutadans pel President, PRC, PdCI, Itàlia dels Valors, Verdi, Partito Socialista, Sinistra Democratica i Slovenska Skupnost. Va obtenir 262.921 vots (46,38%) i 23 escons, i Riccardo Illy 351.205 vots (46,18%). Fou derrotat per Renzo Tondo.